# Dankó Imre
Dankó Imre (Budapest, 1922. január 22. – Debrecen, 2008. december 15.) magyar etnográfus, történész, muzeológus, múzeumigazgató, címzetes egyetemi tanár, az MTA doktora.

## Élete
Tanulmányait a budapesti Pázmány Péter Tudományegyetemen és a Debreceni Tudományegyetemen végezte, angol-magyar tanári (1945) és bölcsészdoktori (1946) oklevelet szerzett. Gimnáziumi tanár volt Hajdúnánáson, Kecskeméten, Szentendrén. Iskolaigazgató Túrkevén 1950-1952-ig. Pedagógusi munkája mellett, élénk szervezői és közéleti szerepet is betöltött. Egyike volt a helytörténeti-honismereti mozgalom megindítójának. Túrkevén került először komolyabb kapcsolatba a muzeológiával, itt hozta létre élete első múzeumi gyűjteményét.
1954-1957-ig a Sárospataki Rákóczi Vármúzeum igazgatója. Ezután rövid ideig a bajai múzeum munkatársa. 1958-1964-ig gyulai Erkel Ferenc Múzeum igazgatója.
1964 és 1969 között a pécsi Janus Pannonius Múzeum és a Baranya megyei Múzeumok Igazgatósága vezetője. Többek között újjáalakította a múzeumbaráti kört, megszervezte a múzeumi hónapokat, a Múzeumi Körlevél és a Dunántúli Dolgozatok megjelentetését, a Természettudományi Múzeum épületének rendbehozatalát és az állandó természettudományi kiállítás megrendezését, a mohácsi múzeum újjászervezését.
Leghosszabb időt Debrecenben töltött. 1969 és 1982 között a Déri Múzeum és a Hajdú-Bihar megyei Múzeumi Szervezet igazgatója volt. Itt teljesedett ki munkássága. Sok minden köszönhető neki: a Hajdú-Bihar megyei múzeumi hálózat látványos fejlesztése, számos új egység létrehozása. Páratlan az a kiadói tevékenység, amit meghonosított. Az ő érdeme volt a településekhez kapcsolódó, kiemelkedő személyiségek emlékének ápolása, emléktáblákkal, szobrokkal való megjelölése, a hazai és nemzetközi (bolgár) kapcsolatok fellendítése. Sokat tett Debrecen és Sumen testvérvárosi kapcsolatának létrehozásáért. Debrecent a magyarországi bulgarisztikai kutatás központjává tette.
Debreceni időszakában sorra készültek el összefoglaló feldolgozásai a hajdúkról, a népi építészetről, fazekasságról, a vásárok és a kereskedelem néprajzáról. Vizsgálta a változás-váltás folyamatát a népi kultúrában. Ismereteit a Debreceni Egyetem több tanszékén is továbbadta. Kutatási területe a Hajdúság, valamint a szomszédos bihari és békési vidékek néprajza volt. Történeti kutatásai a hajdúk mint sajátos történelmi-társadalmi csoport kialakulására és térbeli elhelyezkedésére irányultak.
Nevéhez fűződik többek között számos vidéki múzeum, emlékház, kiállítóhely létrejötte. Széles körű tevékenységet végzett a múzeumszervezésben és a múzeumok közművelődési tevékenységének kiterjesztésében. Ő kezdeményezte az azóta már hónappá terebélyesedett múzeumi hét beindítását. Több múzeumi kiadvány, évkönyv, helytörténeti-néprajzi tanulmánykötet szerkesztője volt. Cikkei jelentek meg hazai és külföldi szakfolyóiratokban és évkönyvekben. Sokak szerint ő volt a múzeumi szakma egyik utolsó polihisztora.

## Munkái
- A sárospataki járás története, Miskolc, 1955.
- A Sajó-Hernád melléki hajdútelepek, Sárospatak, 1955.
- Széphalom, Sárospatak, 1956.
- Túrkeve kutatása, Túrkeve, 1957.
- Túrkeve története 1945-ig (Györffy Lajossal és Veress Évával), 1957.
- Nyírbátor hajdúváros, Nyírbátor, 1957.
- Baja irodalma, Baja, 1957.
- A Körösköz-Bihari hajdúság, Gyula, 1959.
- Kötegyán (Korek Józseffel), Gyula, 1960.
- Szakál Lajos, Gyula, 1961.
- Petik Ambrus: Békés megye leírása, 1784 (szerkesztő), Gyula, 1961.
- A gyulai vásárok, Gyula, 1963.
- A gyulai fazekasság, Gyula, 1963.
- Ismeretlen török kép Gyula váráról, Gyula, 1966.
- Változások a magyar parasztság (dél-bihari síkság) életmódjában, 1967.
- A magyarhertelendi női fazekasság, Pécs, 1968.
- The Functions of Hungarian Fairs, 1971.
- Bajomi krónika (antológia szerkesztője), Biharnagybajom, 1973.
- Csengeri krónika(antológia szerkesztője), Csenger, 1975.
- Bagosi krónika(antológia szerkesztője), Hajdúbagos, 1976.
- A Dériek, a Déri-gyűjtemények, Debrecen, 1977.
- Opuscula Ethnographica (válogatott tanulmányok), 1977
- Csenger története (Fábián Lászlóval), Mátészalka, 1978.
- Vándorlás és árucsere, 1979.
- Békés Város néprajza (szerkesztette), Békés, 1983.
- Árucsere és migráció, 1986.
- Rendkívüli vételformák, szerzési módok, 1988.
- A javak cseréjének néprajza, 1991.
- Régi vásáraink világa, 1992.
- Emlékezés egy tudós lelkipásztorra (Takács Béla), 1992.
- Nagyecsed, Debrecen, 1994.
- Püspökladányi tanulmányok, Püspökladány, 1996.
- Szabolcsi révek a Tiszán, 2001
- Magyarhomorog. Egy bihari falu etnokulturális képe; Ethnica, Debrecen, 2001
- Fragmenta historica ethnographica. Válogatott tanulmányok; Hajdú-Bihar Megyei Múzeumok Igazgatósága, Debrecen, 2002 (A Hajdú-Bihar megyei múzeumok közleményei)
- Írások, nyomdászok, nyomdák; Méliusz, Debrecen, 2002
- Zsáka; szerk. Selmeczi László; Száz Magyar Falu Könyvesháza Kht., Bp., 2002 (Száz magyar falu könyvesháza)
- Durkó Antal élete és munkássága; Jantyik Múzeum, Békés, 2003 (Békési téka)
- Veress Endre élete és munkássága; Jantyik Mátyás Múzeum, Békés, 2004 (Békési téka)
- Bajomi krónika. Néprajzi és helytörténeti antológia Szűcs Sándor 70. születésnapjára; szerk. Dankó Imre; Beklen Alapítvány, Karcag–Túrkeve, 2007 (Alföld könyvek)
- Közleményeinek száma meghaladja a kétezret.

## Tudományos fokozatai, kitüntetései
- 1952 Kiváló Tanár
- 1955, 1959 Szocialista Kultúráért
- 1964 Kiváló Népművelő
- 1967 a néprajztudomány kandidátusa[2]
- 1976 Móra Ferenc-emlékérem
- 1979 Bessenyei György közművelődési díj
- 1980 Honismereti Mozgalom emlékérem
- 1981 1300 éves Bulgária emlékérem
- 1982 a Munka Érdemrend arany fokozata
- 1982 Dimitrov-emlékérem (bolgár)
- 1986 Cirill és Metód Rend Első Osztálya, arany fokozat (bolgár)
- 1988 Györffy István-emlékérem
- 1989 a néprajztudomány doktora
- 1992 A Magyar Köztársasági Érdemrend kiskeresztje
- 1994 Pro Urbe Érem Kunszentmártontól
- 1995 Bél Mátyás-emlékérem
- 1996 Pro Urbe Érem Püspökladánytól
- 1999 Debrecen Kultúrájáért érem
- 2006 Pulszky Ferenc-díj
- 2007 Huszár Gál-díj
- a Debreceni Református Hittudományi Egyetem díszdoktora[2]

## Külső hivatkozások
- Kortárs magyar írók
- Magyar néprajzi lexikon I. (A–E). Főszerk. Ortutay Gyula. Budapest: Akadémiai. 1977.   554. o. ISBN 963-05-1286-6
- Dankó Imre: Emlékezés egy tudós lelkipásztorra (magyar nyelven) (html). zemplenimuzsa.hu, 2003 [2007. december 10-i dátummal az eredetiből archiválva]. (Hozzáférés: 2023. február 17.) == Zempléni Múzsa. - 3. évf. 1. (9.) sz. (2003. tavasz)
- Gyászjelentése (magyar nyelven) (html). Hungaricana, 2009 (Hozzáférés: 2023. február 17.)
- Vajda Mária: Elhunyt Dankó Imre, a múzeumi szakma egyik utolsó polihisztora (magyar nyelven) (html). museum.hu, 2009. január 6. [2015. december 13-i dátummal az eredetiből archiválva]. (Hozzáférés: 2023. február 17.)
- Eltemették Dankó Imrét (magyar nyelven) (html). Magyar Nemzet Online, 2009. január 5. [2016. augusztus 17-i dátummal az eredetiből archiválva]. (Hozzáférés: 2023. február 17.)
- V. Szathmári Ibolya: Dankó Imre múzeumi munkássága (magyar nyelven) (html). Hungaricana, 2009 (Hozzáférés: 2023. február 17.) = A Debreceni Déri Múzeum Évkönyve 2008-2009. Debrecen, 2009. p. 321-332.